# Кемпнер (Техас)
Кемпнер (англ. Kempner) — місто (англ. city) в США, в окрузі Лемпасас штату Техас. Населення — 1146 осіб (2020).

## Географія
Кемпнер розташований за координатами 31°4′32″ пн. ш. 97°58′20″ зх. д. / 31.07556° пн. ш. 97.97222° зх. д. (31.075419, -97.972241).  За даними Бюро перепису населення США в 2010 році місто мало площу 5,22 км², уся площа — суходіл.

## Демографія
Згідно з переписом 2010 року, у місті мешкало 1089 осіб у 421 домогосподарстві у складі 295 родин. Густота населення становила 209 осіб/км².  Було 480 помешкань (92/км²).
Расовий склад населення:
| - 81,5 % — білих - 5,3 % — чорних або афроамериканців - 1,9 % — азіатів - 1,5 % — корінних американців - 0,4 % — вихідців з тихоокеанських островів - 4,3 % — осіб інших рас |

До двох чи більше рас належало 5,1 %. Частка іспаномовних становила 14,0 % від усіх жителів.
За віковим діапазоном населення розподілялося таким чином: 23,0 % — особи молодші 18 років, 65,5 % — особи у віці 18—64 років, 11,5 % — особи у віці 65 років та старші. Медіана віку мешканця становила 39,0 року. На 100 осіб жіночої статі у місті припадало 107,4 чоловіків;  на 100 жінок у віці від 18 років та старших — 107,2 чоловіків також старших 18 років.
Середній дохід на одне домашнє господарство  становив 50 628 доларів США (медіана — 38 359), а середній дохід на одну сім'ю — 63 366 доларів (медіана — 50 583). Медіана доходів становила 44 000 доларів для чоловіків та 31 458 доларів для жінок. За межею бідності перебувало 17,4 % осіб, у тому числі 23,1 % дітей у віці до 18 років та 34,5 % осіб у віці 65 років та старших.
Цивільне працевлаштоване населення становило 554 особи. Основні галузі зайнятості: освіта, охорона здоров'я та соціальна допомога — 21,1 %, роздрібна торгівля — 15,7 %, будівництво — 14,6 %.